# 波德乔索沃
波德乔索沃（羅馬化：Podtyosovo）是俄罗斯克拉斯诺亚尔斯克边疆区的市级镇，属叶尼塞斯克区，位于叶尼塞河右岸，地处克拉斯诺亚尔斯克边疆区南部，在区行政中心叶尼塞斯克及边疆区首府克拉斯诺亚尔斯克西北方。
该地2021年人口有3,812人；2010年人口4,718；2002年人口5,658；1989年人口6,555。